# Blago Zadro

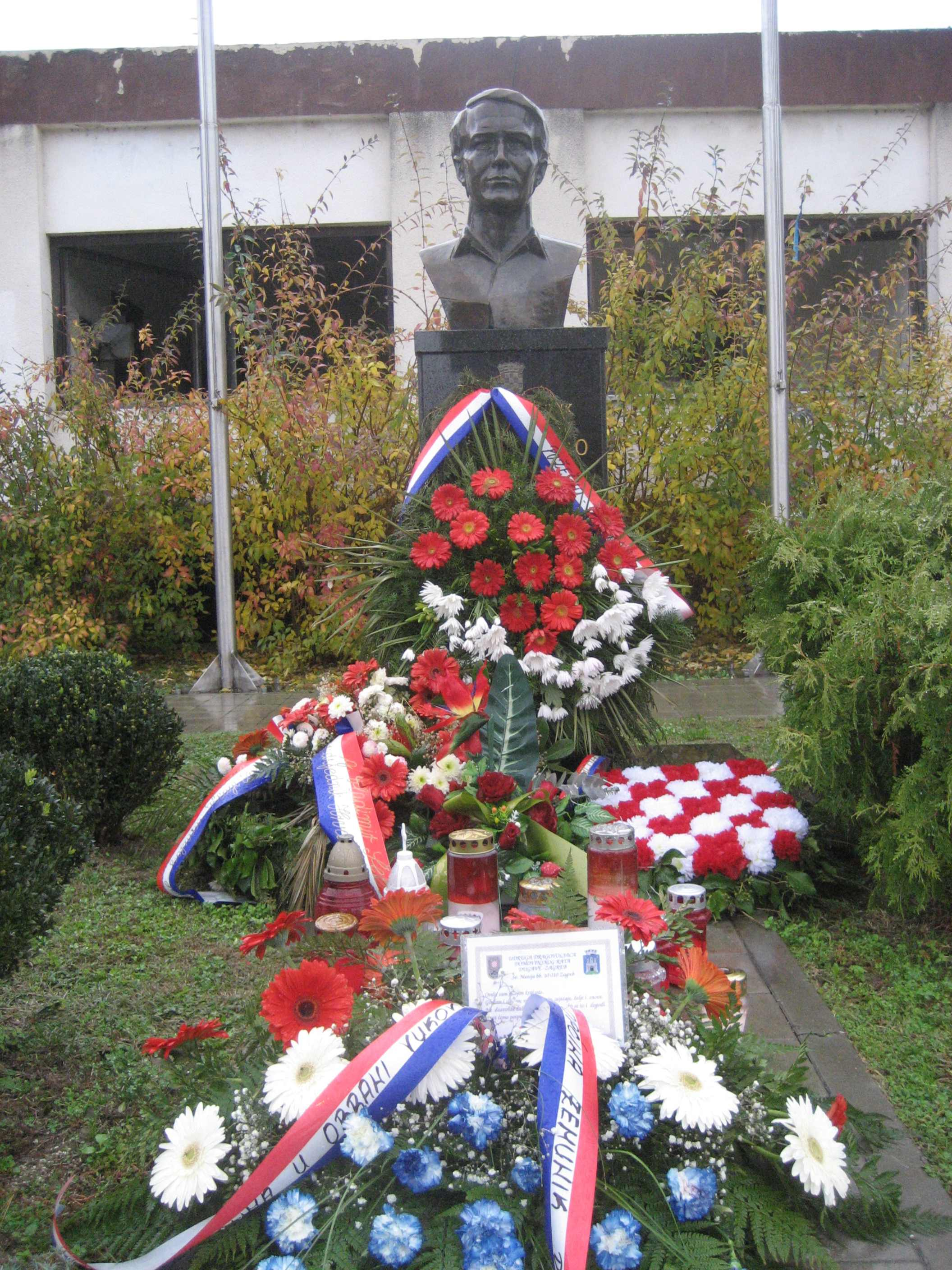
Mémorial à Blago Zadro à Vukovar

Blago Zadro (né à Donji Mamići-Ledinac près de Grude en Bosnie-Herzégovine le 31 mars 1944 et mort à Vukovar le 16 octobre 1991) est un homme politique et général de division de l’armée croate à titre posthume.
Après les premières élections libres en Croatie, il devient vice-président du HDZ à Vukovar et s’engage dans la défense de la ville à partir du mois d'août 1991.
Jusqu’à sa mort le 16 octobre 1991, il organise la défense de Vukovar et tout particulièrement les combats de la route de Trpinja, à Borovo Naselje, connue sous le nom de "cimetière de chars". 
Deux de ses trois fils s’engagent également à ses côtés, Tomislav et Robert. L’aîné, Robert, décédera plus tard dans son char de combat, encerclé par les forces serbes à Kupres en Bosnie-Herzégovine. Un monument sera élevé plus tard, près de Kupres à la gloire des « cinq combattants de Vukovar ».
Blago Zadro a été inhumé le 16 octobre 1998 dans le nouveau cimetière de Vukovar après que ses restes ont été exhumés et identifiés au cours de l’été 1998, avec 937 corps de l’un des charniers de Vukovar.
En hommage à Blago Zadro, l'école de l'état major de l'armée croate porte aujourd'hui son nom.